# Kościół św. Jana Chrzciciela w Wilkołazie

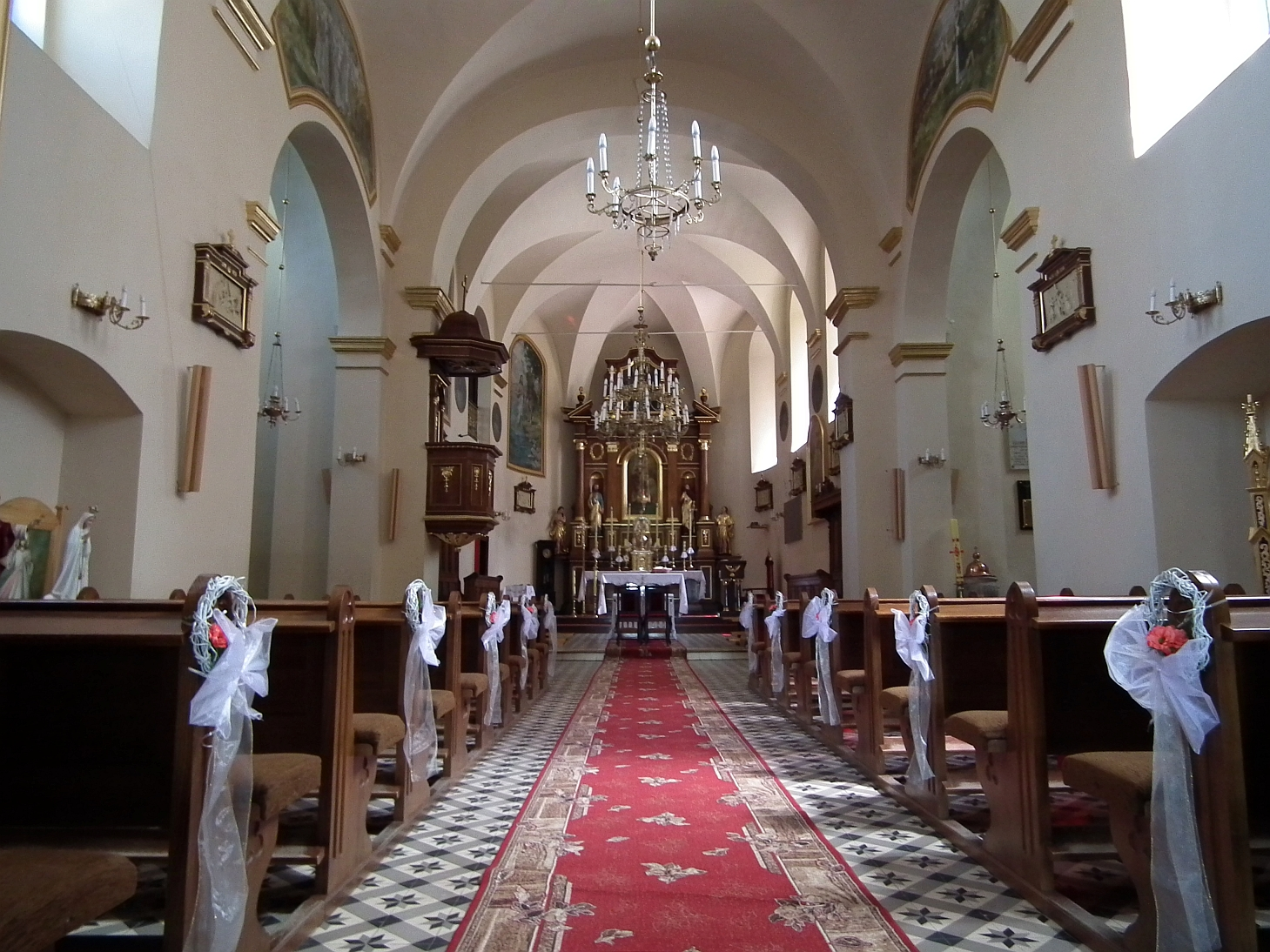
Wnętrze kościoła

Kościół p.w. Św. Jana Chrzciciela – świątynia barokowa  wybudowana w latach 1650-1653. Fundatorem kościoła był Jan Sobiepan Zamoyski. Kościół murowany, z cegły, otynkowany, jednonawowy i orientowany. Zakończony jest półkolistym prezbiterium. Wschodnia elewacja została wyposażona w cztery pilastry wspierające bogato profilowany gzyms, nad którym znajduje się szczyt z wolutowymi spływami po bokach. Po licznych uszkodzeniach oraz przebudowach świątynia utraciła cechy stylowe. Na początku XX wieku dobudowano dwie kaplice boczne. Polichromię wykonał w 1919 r. Celestyn Miklasiński z Lublina.